# Alpha Leporis
Désignations
Alpha Leporis (α Lep / α Leporis), également nommée Arneb, est l'étoile la plus brillante de la constellation du Lièvre. Sa magnitude apparente est de 2,58. D'après la mesure de sa parallaxe annuelle par le satellite Hipparcos, l'étoile est située à environ ∼ 2 200 a.l. (∼ 675 pc) de la Terre. Elle s'éloigne du Système solaire à une vitesse radiale de +25 km/s.

## Description
Alpha Leporis est une supergéante jaune de type spectral F0 Ib. C'est une étoile vieillissante qui a déjà connu une phase de supergéante rouge, qui se réchauffe et se contracte, traversant une phase de blue loop (boucle bleue),. C'est une étoile massive dont la masse est estimée valoir 9 à 14 fois celle du Soleil et elle est âgée de 13 millions d'années. Sa température de surface est de 6 850 K et elle est 12 000 fois plus lumineuse que le Soleil.

## Noms
α Leporis, latinisé Alpha Leporis, est la désignation de Bayer de l'étoile. Elle porte également la désignation de Flamsteed de 11 Leporis.
Elle porte le nom traditionnel d'Arneb, qui provient de l'arabe أرنب / arnab (« Lièvre »). Il a été approuvé par l'Union astronomique internationale le 20 juillet 2016.